# Manastir Žiča
Manastir Žiča (srpski: Манастир Жича) srpski je srednjovjekovni manastir iz prve polovice 13. stoljeća, koji se nalazi u blizini Kraljeva i pripada Eparhiji žičkoj Srpske pravoslavne crkva. Podigao ju je prvi kralj Srbije iz dinastije Nemanjića, Stefan Nemanjić (veliki župan 1196. – 1217., kralj 1217. – 1228.), od 1206. do 1221. godine. Stefan Nemanjić također je naredio da se budući kraljevi Srbije krune u Žiči. Značajnu ulogu u podizanju manastira imao je i njegov brat, Sveti Sava (1219. – 1233.) Poslije stjecanja crkvene samostalnosti 1219. godine, u Žiči je smješteno sjedište autokefalne srpske arhiepiskopije. Početkom 1290-ih, manastir je stradao u napadu Mongola, poslije čega je sjedište arhiepiskopije preneseno u Svete Apostole kod Peći, a sam je manastir početkom 14. stoljeća obnovio kralj Stefan Uroš II. Milutin (1282. – 1321.). Tijekom srednjega vijeka, u Žiči su ustoličivani episkopi i okrunjeni kraljevi iz dinastije Nemanjića, zbog čega je poznata i kao Sedmovrata.
Glavna manastirska crkva, podignuta u Raškome stilu, posvećena je Vaznesenju Hristovom (Uzašašće) i prema mišljenju akademika i povjesničara umjetnosti Vojislava J. Đurića crkva Vaznesenja Hristovog:
U njenoj se unutrašnjosti nalaze dva sloja živopisa:
- stariji, nastao oko 1220. godine i pripada tzv. Zlatnome dobu srpskoga slikarstva.
- mlađi, nastao početkom 14. stoljeća i pripada slikarstvu iz doba kralja Stefana Uroša II. Milutina, stvaranoga pod utjecajem Renesanse Paleologa za koje se može reći da su reprezentativni primjeri slikarstva svoga doba.[3] Unutar manastirskoga kompleksa, istočno od glavne crkve, nalazi se manja crkva, posvećena svetome Teodoru iz Amasije i svetomu Teodoru iz Herakleje, podignuta u 14. stoljeću.[3]

Tijekom razdoblja osmanske vladavine manastir je u više navrata zapušten, nakon čega je obnavljan. Između Prvoga i Drugoga svjetskoga rata, manastir je doživio veliku obnovu, a najopsežniji radovi na njegovoj konzervaciji, izvedeni su nakon potresa koji je to područje pogodio 1987. godine.
Manastir Žiča 1979. godine proglašen je spomenikom kulture od izuzetnoga značaja te se nalazi pod zaštitom Republike Srbije. Postojale su Žičke povelje.

## Povijest
Manastir Žiču, kao svoju zadužbinu, podigao je Stefan Nemanjić, ali se ne zna pouzdano u kojemu je razdoblju ona podignuta. Početak radova datira se na sam početak 13. stoljeća, u 1206. ili 1207. godinu, a smatra se da su radovi na arhitekturi i djelomično na živopisu manastirske crkve okončani do velikoga sabora održanoga u Žiči, na hramovnu slavu Spasovdan (Uzašašće), 20. svibnja 1221. godine.
Njen ktitor, dobio je od pape Honorija III. (1216. – 1227.) kraljevski vijenac 1217. godine i smatra se da je sam čin krunjenja obavljen u Žiči, tijekom te ili naredne godine. Poslije stjecanja crkvene nezavisnosti 1219. godine, kada je u Niceji Stefanov brat Sava postavljen za prvoga srpskoga arhiepiskopa, Žiča je postala sjedište novoosnovane arhiepiskopije i u njoj su 1220. godine. postavljeni episkopi 7 novih episkopija:
- Zetske (Sveti Arhangeli na Prevlaci)
- Humske (Presveta Bogorodica u Stonu)
- Dabarske (Sveti Nikola Dabarski u Banji kod Priboja)
- Moravičke (Sveti Ahilije u Arilju)
- Budimljanske (Sveti Đorđe u Beranama)
- Hvostanske (Bogorodica Hvostanska kod Peći)
- Topličke (Sveti Nikola Toplički u Kuršumliji)

koje su uz tri stare:
- Raške (Sveti Petar i Pavle u Rasu)
- Prizrenske (Bogorodičina crkva u Prizrenu)
- Lipljanske (Bogorodičina crkva u Gračanici)

i Žičku, činile autokefalnu srpsku arhiepiskopiju.
Na svome povratku iz Niceje u Srbiju, Sava je sa sobom iz Carigrada doveo slikare koji su započeli radove na živopisanju manastirske crkve.
Krajem 13. stoljeća, Žiča je stradala u pljačkaškome naletu Mongola. Točna godina njenoga razaranja nije utvrđena, ali se smatra da se to desilo neposredno nakon 1291. godine, tijekom upada vidinskoga kneza Šišmana u Srbiju. Njegov upad, došao je kao reakcija na združenu akciju kraljeva Stefana Dragutina (kralj Srbije 1276. – 1282., kralj Srijema 1282. – 1316.) i Stefana Uroša II. Milutina, koji su uništili snage Drmana i Kudelina u Ždrelu i pripojili Braničevo Dragutinovoj državi. Pošto su Drman i Kudelin priznavali vrhovnu vlast Nogaj-kana, kana Zlatne Horde (? – 1299.), kao i Šišman, njegove snage, ojačane odredima Zlatne Horde, upale su u Srbiju i prodrle do Peći. Međutim, njihov upad vrlo je brzo suzbijen, a Milutinove su snage u protunapadu zauzele Vidin i primorale Šišmana na predaju.
Početkom 14. stoljeća, u doba kralja Milutina, započela je obnova Žiče, a razni radovi na manastirskome kompleksu obavljani su tijekom čitave prve polovice 14. stoljeća. Iako je sjedište srpske pravoslavne crkve preneseno u Svete Apostole kod Peći, njeni arhiepiskopi, a potom i patrijarsi često su boravili u Žiči, naročito od posljednjih desetljeća 14. stoljeća, kada su Osmanlije sve više ugrožavale južne dijelove Srbije, u kojima se nalazila Peć. U Žiči je 1429. godine despot Đurađ Branković (1427. – 1456.) izdao povelju svetogorskome manastiru Esfigmenu (tzv. Esfigmenska povelja).
Nakon pada Srbije, 1459. godine manastir Žiča je stradao, iako se točno doba njegovoga rušenja ne zna, poznato je da je žički iguman s dvojicom monaha 1520. godine osnovao manastir Šišatovac na Fruškoj gori. Mitropolit smederevski Zaharije 1562. godine zatekao je napuštenu Žiču, zbog čega on obnavlja monaške prostorije, a u manastiru je 1587. godine preminuo patrijarh Gerasim (1575. – 1586.). Osmanski defteri iz 16. stoljeća navode da je u Žiči tada bilo monaha, kao i radove na obnovi egzonarteksa manastirske crkve. U razdoblju između 1614. i 1647. godine, pouzdano se zna da je Žiča bila napuštena, a iako su na zidovima kompleksa zabilježeni natpisi koji se datiraju u razne dijelove 15. stoljeća, ne može se sa sigurnošću tvrditi je li se u manastiru odvijao normalan život. Poznato je da je u doba kada je manastirska crkva dobila krov, 1730. godine pod ariljskime mitropolitom Josifom, manastir dosta dugo bio napušten. Krajem 18. stoljeća u manastiru radi škola, a Karađorđe 1806. godine posjećuje manastir, nakon čega je u njemu podigao monaške prostorije na četiri kata. Poslije propasti Prvoga srpskoga ustanka, Osmanlije su ponovo porušile manastir.
Radove na obnovi Žiče, započeo je 1856. godine, novopostavljeni episkop žički Joanikije (1849. – 1854., 1854. – 1873.), a novovjekovni kraljevi Srbije Aleksandar Obrenović (1889. – 1903.) i Petar I. Karađorđević (1904. – 1921.) su tijekom svojih krunjenja u Žiči pomazani, nadovezujući se na tradicije Nemanjića. Početkom 1858. godine u manastir je stiglo zvono od 478 funti, poklon iz Beograda. Isto je darovao srpski vojvoda Toma Vučić Perišić, u spomen svoje supruge Agnije, preminule 1855. godine. U natpisu na zvonu koji je ostarjeli vojvoda dao urezati, pisalo je da on to zvono daje i u čast i slavu apostola i evanđelista Luke, svoga zaštitnika.
Za vrijeme Prvoga svjetskoga rata, Žiča je ponovo stradala, zbog čega su 1925. godine započeli radovi na obnovi manastirskoga kompleksa. Sama manastirska crkva obnovljena je prema projektu Aleksandra Deroka, a radovi na manastiru nisu prestajali do početka Drugoga svjetskoga rata.
Tijekom okupacije Srbije, dana 10. srpnja 1941. godine njemačka vojska bombardirala je i zapalila manastir, a tadašnji episkop žički Nikolaj Velimirović odveden je u koncentracijski logor Dahau.
Poslije rata, obavljeni su radovi na obnovi manastirske crkve i episkopskoga doma 1965. godine, ali je jak potres 1987. godine ponovo porušio manastirski kompleks. Poslije toga, započeli su opsežni radovi na obnovi čitavoga manastira, kojima je rukovodila Milka Čanak-Medić, tijekom kojih je crkvi Svetoga Spasa vraćen autentičan izgled s početka 18. stoljeća.
Početkom 21. stoljeća, nizom manifestacija proslavljeno je 800 godina manastira Žiče.
Gerasim Krstić bio je duhovnik manastira od 1960. do 2009. godine.

## Vanjske poveznice
- Žiča Hrvatska enciklopedija
- Službena web stranica
- „Осам векова Жиче“, „Osam vekova Žiče“, Dušan Stojić, Večernje novosti, feljton, 7 nastavaka, 6. – 12. listopada 2006.
- Manastir Žiča Kompletan vodič kroz Srbiju
- Kraljev krst ponovo u Žiči („Blic“, 22. listopada 2010.)
- Dragulj iz riznice Svetog Save („Večernje novosti“, 22. srpnja 2011.)
- Videozapis iz zraka
- ЖИЧКА ПОВЕЉА
- МАНАСТИР СВЕТА ЖИЧА  Arhivirana inačica izvorne stranice od 10. svibnja 2020. (Wayback Machine)